# Khashaat
Khashaat (tiếng Mông Cổ: Хашаат, có rào chắn) là một sum của tỉnh Arkhangai ở miền trung Mông Cổ. Vào năm 2010. dân số của sum là 2.820 người.

## Lịch sử
Khashaat chủ yếu được biết đến bởi một vài di tích của một đế chế Turk cổ đại. Ở đây, những tấm bia với những ký tự Turk cổ được phát hiện. Ngoài ra nơi này còn có phế tích Khar Balgas, một thành phố Mông Cổ cổ đại.

## Địa lý
Khashaat là sum cực đông của Arkhangai, nằm gần trung tâm Mông Cổ về mặt địa lý, và có diện tích khoảng 2600 km². Nó giáp với các sum Khotont, Ögii nuur thuộc Arkhangai, giáp với tỉnh Bulgan ở phía đông bắc và tỉnh Övörkhangai ở phía nam. Trung tâm sum, Bayan, nằm cách thủ đô Ulaanbaatar 315 km và tỉnh lị Tsetserleg 175 km.
Cảnh quan ở Khashaat chủ yếu là thảo nguyên, không có rừng, không như nhiều sum khác ở Arkhangai. Sum có sông Orkhon chảy qua.
Động vật có sói, cáo, cáo corsac và thỏ rừng.
Có trữ lượng quặng sắt, hóa chất và vật liệu xây dựng.

### Khí hậu
Sum có khí hậu lục địa khắc nghiệt. Nhiệt độ trung bình hàng năm ở khu vực này là 5 °C. Tháng ấm nhất là tháng 7, khi nhiệt độ trung bình là 24 °C và lạnh nhất là tháng 1, với -18 °C. Lượng mưa trung bình hàng năm là 346 mm. Tháng nhiều mưa nhất là tháng 7, với lượng mưa trung bình 94 mm và khô nhất là tháng 2, với lượng mưa 2 mm.

## Kinh tế
Nền kinh tế của Khashaat chủ yếu dựa vào chăn nuôi gia súc. Các tiện ích tại đây bao gồm một xưởng làm việc, một trường học và bệnh viện.

## Giao thông
Một con đường trải nhựa đã được hoàn thành, kết nối Khashaat với thủ đô Ulaanbaatar.

## Hành chính
Sum Khashaat được chia thành 5 bag (xã):
- Jargalant
- Nomgon
- Tsaidam
- Tsagaankhad
- Bayan (trung tâm sum)

## Người nổi tiếng
- Battsetseg Soronzonbold - đô vật nữ, hai lần vô địch thế giới, đoạt huy chương đồng Olympic
- Sanjaadamba Chimedregzen - đô vật vô địch quốc gia
- Mijiddorj Ulambayar - đô vật